# 淑徳皇后
淑徳皇后（しゅくとくこうごう、? - 960年以前）は、北宋の第2代皇帝太宗の最初の正妻（即位前に没した）。姓は尹氏。

## 経歴
相州鄴県の人。父は滁州刺史の尹廷勲。
後周の時代、趙匡義（後の太宗）にとついだが、宋朝が成る以前に早世した。北宋の太平興国2年（977年）、皇后の位を追贈され、「淑徳」と諡され、安陵に附葬された。

## 伝記資料
- 『宋史』
- 『宋会要輯稿』